# Judit Bárdos
Judit Bárdos (ur. 12 maja 1988 w Bratysławie) – słowacka aktorka filmowa i teatralna narodowości węgierskiej.
Jest córką polityka Gyuli Bárdosa.
Swój debiut w filmie pełnometrażowym miała w 2011 roku. W produkcji Dom (reż. Zuzana Liová) wcieliła się w postać Evy. Za grę aktorską w tym filmie otrzymała szereg prestiżowych nagród, są wśród nich: Modrý anjel (na MFF Art Film Fest 2011 za najlepszą rolę żeńską), nagroda Igric oraz Slnko v sieti.

## Filmografia[2]
Filmy
- 2011: Dom
- 2013: Dobrý človek (film studencki)
- 2013: Good Night
- 2013: Kandidát
- 2014: Dvere (film studencki)
- 2014: Fair Play
- 2014: Láska na vlásku
- 2014: V tichu
- 2015: Krisztina (film studencki)
- 2017: Čertovské pero
- 2018: Chata na prodej
- 2021: Jozef Mak

Seriale
- 2011: Dr. Ludsky
- 2014: Doktori
- 2017: Bohéma
- 2017: Svet pod hlavou
- 2017: Tajné životy